# NOTAM
NOTAM akronim za "Notice to Airmen" so pomembna sporočila namenjena pilotom.Piloti morajo pred vsakim letom preveriti NOTAM in jih spoštovati:
Obvestila zaradi katerih se objavi NOTAM:
- zaprta letalska steza
- dela oziroma vzdrževanje v poteku
- zaprt ali omejen zračni prostor za dogodke kot npr. vojaške vaje, zračni šovi, skakanje padalcev, jadralno letenje, izstrelitev majhnih raket in podobno
- nedelujoč navigacijski radijski oddajnik
- spremembe VHF komunikacijskih frekvenc
- nedelujoče luči na letališču ali ovirah
- ovire, kot so npr. visoka dvigala
- ptice v zračnem prostori (BIRDTAM)
- stanje snega in ledu na vzletnopristajlanih stezah in progah za taksiranje (SNOWTAM)
- vulkanski pepel (ASHTAM)
- drugo

## Primer NOTAM-a
Za letališče London Heathrow:
A1234/06 NOTAMR A1212/06
Q)EGTT/QMXLC/IV/NBO/A/000/999/5129N00028W005
A)EGLL
B)0609050500
C)0704300500
E)DUE WIP TWY B SOUTH CLSD BTN 'F' AND 'R'. TWY 'R' CLSD BTN 'A' AND 'B' AND DIVERTED VIA NEW GREEN CL AND BLUE EDGE LGT. CTN ADZ
Dekodiranje:
Serija in številka : A1234 izdan 2006
Namen NOTAMa : zamenjava za NOTAM 1212 izdanega 2006
FIR (regija): EGTT (LONDON FIR)
Predmet: Taksi steza (MX)
Stanje: Zaprta (Closed (LC))
Gografska lokacija : 51°29' N 000° 28' W
Operativni radij NOTAMa :  5 NM (navtičnih milj)
Letališče : London Heathrow (EGLL)
Veljava od: 05:00 UTC 5. september 2006
Veljava od: 05:00 UTC 30. aprila 2007
Kategorija: letališča, letalske poti
Opis: Zaradi dela v poteku (WIP) je taksi steza (TWY) "B South" zaprta med "F" in "R". Taksi steza "R" je zaprta med "A" in "B" diverzija po novi zeleni centralni črti in modrimi lučmi pri straneh. Previdno (CTN ADZ).